# Joe B. Bates

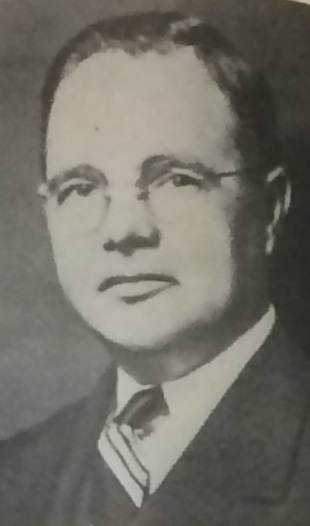
Joe B. Bates (1949)

Joseph Bengal „Joe“ Bates (* 29. Oktober 1893 in Republican, Kentucky; † 10. September 1965 in Ashland, Kentucky) war ein US-amerikanischer Politiker. Zwischen 1938 und 1953 vertrat er den Bundesstaat Kentucky im US-Repräsentantenhaus.

## Werdegang
Joe Bates besuchte die öffentlichen Schulen seiner Heimat und die Mountain Training School in Hindman. Danach studierte er bis 1916 am Eastern Kentucky State Teachers College in Richmond. Außerdem studierte er noch Jura. Noch während seiner Studienzeit unterrichtete er zwischen 1912 und 1915 im Knott County als Lehrer. Von 1917 bis 1919 war er Leiter der High School in Raceland. Danach war er zwischen 1922 und 1938 als County Clerk im Greenup County tätig.
Politisch schloss sich Bates der Demokratischen Partei an. Nach dem Rücktritt des Abgeordneten Fred M. Vinson wurde er bei der fälligen Nachwahl für den achten Sitz von Kentucky als dessen Nachfolger in das US-Repräsentantenhaus in Washington, D.C. gewählt, wo er am 4. Juni 1938 sein neues Mandat antrat. Da er bei den sieben folgenden regulären Kongresswahlen jeweils bestätigt wurde, konnte er bis zum 3. Januar 1953 im Kongress verbleiben. In diese Zeit fielen der Zweite Weltkrieg und seine Folgen.
Im Jahr 1952 wurde Bates von seiner Partei nicht zur Wiederwahl nominiert. 1956 strebte er erfolglos die demokratische Nominierung für die Wahlen zum US-Senat an. Nach seinem Ausscheiden aus dem US-Repräsentantenhaus arbeitete er als Anwalt. Er starb am 10. September 1965 in Ashland und wurde in Flatwoods beigesetzt.